# Ohaba-Sibișel
Ohaba-Sibișel – wieś w Rumunii, w okręgu Hunedoara, w gminie Râu de Mori. W 2011 roku liczyła 143 mieszkańców.